# Ямаґісі Ясуйо
Ямаґісі Ясуйо (яп. 山岸 靖代; нар. 28 листопада 1979) — японська футболістка. Вона грала за збірну Японії.

## Клубна кар'єра
У 1998 році дебютувала в «Іґа Куноїті». В 2007 року вона перейшла до «МЛАК Кобе Леонесса». Наприкінці сезону 2008 року вона завершила ігрову кар'єру.

## Виступи за збірну
У червні 1998 року, її викликали до національної збірної Японії на Азійські ігри 1998 року. На цьому турнірі, 8 грудня, вона дебютувала в збірній у поєдинку проти Таїланду. У складі японської збірної учасниця жіночого чемпіонату світу 2003 року та Літніх олімпійських ігор 2004 року. З 1998 по 2005 рік зіграла 60 матчів та відзначилася 6-а голами в національній збірній.

## Статистика виступів
| Збірна Японії | Збірна Японії | Збірна Японії |
| Рік           | Матчі         | Голи          |
| ------------- | ------------- | ------------- |
| 1998          | 4             | 1             |
| 1999          | 5             | 3             |
| 2000          | 5             | 1             |
| 2001          | 11            | 0             |
| 2002          | 11            | 0             |
| 2003          | 12            | 1             |
| 2004          | 10            | 0             |
| 2005          | 2             | 0             |
| Загалом       | 60            | 6             |